# Per Egil Ahlsen
Per Egil Ahlsen, norveški nogometaš in trener, * 4. marec 1958, Fredrikstad, Norveška.
Ahlsen je večji del kariere igral za Fredrikstad FK. Za norveško nogometno reprezentanco je zbral 54 nastopov in dosegel tri gole.